# Niezniszczalni 3
Niezniszczalni 3 (ang. The Expendables 3) – amerykański przygodowy film akcji z 2014 roku w reżyserii Patricka Hughesa. Kontynuacja filmów Niezniszczalni z roku 2010 oraz Niezniszczalni 2 z 2012 roku.
Premiera filmu odbyła się 13 sierpnia 2014 roku.

## Obsada
- Sylvester Stallone jako Barney Ross
- Jason Statham jako Lee Christmas
- Jet Li jako Yin Yang
- Dolph Lundgren jako Gunner Jensen
- Randy Couture jako Toll Road
- Terry Crews jako Hale Caesar
- Arnold Schwarzenegger jako Trench Mauser
- Mel Gibson jako Conrad Stonebanks
- Harrison Ford jako Max Drummer
- Wesley Snipes jako Surgeon
- Antonio Banderas jako Galgo
- Kellan Lutz jako Smilee
- Victor Ortiz jako Mars
- Glen Powell jako Thorn / Wifi
- Kelsey Grammer jako Bonaparte
- Robert Davi jako Goran Vogner
- Ronda Rousey jako Luna[2]
- Sarai Givaty jako Camilla[3]